# Singles + α
『Singles + α』（シングルス・プラス・アルファ）は、2007年6月27日にリリースされたFENCE OF DEFENSEの配信限定ベスト・アルバム。

## 解説
本作は2003年の活動再開以降に発売された「薔薇のダイヤの胸に」と「DESPERATION」の2作のシングルとカップリング曲に加え、ボーナストラックとしてDVD『F.O.D HD2 Remix VJ』から3曲のリミックス音源を加えた作品である。
"シングルス"と釘打っているものの、2004年12月12日に発売された「mesto」とセルフカバー音源は収録されていない。

## 収録曲
| #         | タイトル                           | 作詞              | 作曲      | 時間  |
| --------- | ---------------------------------- | ----------------- | --------- | ----- |
| 1.        | 「薔薇のダイヤを胸に」             | K.INOJO           | 西村麻聡  | 4:31  |
| 2.        | 「DESPERATION」                    | K.INOJO、西村麻聡 | 西村麻聡  | 5:21  |
| 3.        | 「PERFECT WORLD」                  |                   | 西村麻聡  | 5:25  |
| 4.        | 「VANISHIN' ROAD」                 | K.INOJO           | 西村麻聡  | 3:52  |
| 5.        | 「PERFECT WORLD (Re-mix)」         |                   | 西村麻聡  | 5:47  |
| 6.        | 「希望の虹 (Journey to Love Mix)」 | 西村麻聡          | 西村麻聡  | 7:32  |
| 7.        | 「hot dogs (snow dogs mix)」       | 西村麻聡          | 西村麻聡  | 4:59  |
| 8.        | 「Shadows (A-bee Remix)」          | 西村麻聡          | 西村麻聡  | 6:09  |
| 合計時間: | 合計時間:                          | 合計時間:         | 合計時間: | 43:36 |

## 楽曲解説
1. 薔薇のダイヤを胸に
  - 22ndシングル。アルバム初収録。
2. DESPERATION
  - 23rdシングル。アルバム初収録。
3. PERFECT WORLD
  - 22ndシングル「薔薇のダイヤを胸に」のカップリング曲。アルバム初収録。
4. VANISHIN' ROAD
  - 23rdシングル「DESPERATION」のカップリング曲。アルバム初収録。
5. PERFECT WORLD (Re-mix)
  - 22ndシングル「薔薇のダイヤを胸に」のカップリング曲のリミックスバージョン。このバージョンはアルバム初収録。
6. 希望の虹 (Journey to Love Mix)
  - 14thアルバム『hot dogs 2』収録曲。本作に収録されているのは、DVD『F.O.D HD2 Remix VJ』からのリミックス音源。
7. hot dogs (Snow Dogs Mix)
  - 14thアルバム『hot dogs 2』収録曲。本作に収録されているのは、DVD『F.O.D HD2 Remix VJ』からのリミックス音源。
8. Shadows (A-bee Remix)
  - 14thアルバム『hot dogs 2』収録曲。本作に収録されているのは、DVD『F.O.D HD2 Remix VJ』からのリミックス音源。